# The Best of Van Morrison Volume Two
The Best of Van Morrison Volume Two es un álbum recopilatorio del músico norirlandés Van Morrison, publicado por la compañía discográfica Polydor Records en marzo de 1993.
La selección de temas fue llevada a cabo por el propio músico. En su mayoría, recoge la trayectoria musical de Morrison desde 1984 hasta 1991. «Real Real Gone», del álbum de 1990 Enlightenment, fue el único sencillo de éxito de la etapa. El resto de las canciones, buen ejemplo de su trabajo más espiritual, eran menos conocidas salvo para sus seguidores, lo que permitió darles una segunda oportunidad en el mercado discográfico. Entre las canciones, figuran las versiones del tema de John Lee Hooker «Don't Look Back» y de Bob Dylan «It's All Over Now, Baby Blue».

## Lista de canciones
Todas las canciones escritas y compuestas por Van Morrison excepto donde se anota. 
| N.º | Título                                     | Escritor(es)    | Duración |  |
| 1.  | «Real Real Gone»                           |                 | 3:42     |  |
| 2.  | «When Will I Ever Learn to Live in God?»   |                 | 5:39     |  |
| 3.  | «Sometimes I Feel Like a Motherless Child» | Tradicional     | 4:27     |  |
| 4.  | «In the Garden»                            |                 | 5:46     |  |
| 5.  | «A Sense of Wonder»                        |                 | 7:12     |  |
| 6.  | «I'll Tell Me Ma»                          | Tradicional     | 2:31     |  |
| 7.  | «Coney Island»                             |                 | 2:03     |  |
| 8.  | «Enlightenment»                            |                 | 4:07     |  |
| 9.  | «Rave on, John Donne/Rave On, Part 2»      |                 | 9:17     |  |
| 10. | «Don't Look Back»                          | John Lee Hooker | 3:20     |  |
| 11. | «It's All Over Now, Baby Blue»             | Bob Dylan       | 3:51     |  |
| 12. | «One Irish Rover»                          |                 | 3:28     |  |
| 13. | «The Mystery»                              |                 | 5:17     |  |
| 14. | «Hymns to the Silence»                     |                 | 9:33     |  |
| 15. | «Evening Meditation»                       |                 | 4:14     |  |

## Posición en listas
| País           | Lista                    | Posición |
| -------------- | ------------------------ | -------- |
| Estados Unidos | Billboard 200            | 176      |
| Nueva Zelanda  | New Zealand Music Charts | 6        |
| Países Bajos   | Mega Albums Top 100      | 38       |
| Reino Unido    | UK Albums Chart          | 31       |